# 아우구스트 폰 크루제
아우구스트 폰 크루제 소장(August von Kruse, 1779년 비스바덴, 나사우(오늘날 독일) ~ 1848년 1월)은 나폴레옹 전쟁 중 나사우 공국의 육군 장군이었으며, 퇴역 후에는 실험 농부였다.
폰 크루제는 나폴레옹 전쟁 중 나사우의 군대를 조직했고, 이베리아 반도에서 프랑스의 긴 전역에 참여했다. 공작의 비밀 명령에 따라 그는 1814년에 편을 바꿔 북유럽에서 프랑스에 맞서 싸웠다. 그는 워털루 전투에서 나사우 보병 여단을 지휘했다.
은퇴 후, 그는 나사우 공작이 준 작은 토지에서 새로운 농업 및 소 사육 기술을 실험하며 건강한 소를 기르는 문제들을 탐구했다.

## 가족과 군 경력
아우구스트 폰 크루제는 1779년 비스바덴에서 태어났다. 그의 아버지인 카를 프리드리히 폰 크루제(1737–1806)는 나사우-우징겐 공국의 국가 관리였으며, 1780년에 나사우 학교를 위한 "농업 및 가정 경영의 교리"를 포함한 여러 권의 가축 사육 및 가정 경영 서적을 저술했고, 1790년에는 여러 판본으로 인쇄된 "위대한 프랑스 국가 혁명의 진정한 묘사"를 저술했다. 그의 어머니는 필리피나 카테리나 폰 비트부르크였으며, 그는 외아들이었다.
아버지의 바람과는 달리, 17세에 그는 군에 입대했다. 그는 7년 동안 브라운슈바이크-뤼네부르크 공작의 군대에서 복무했다. 1803년 7월 1일, 그는 나사우-바일부르크 군대에서 대위로 임명되었다. 당시 공국의 군대는 2개 중대로 구성되어 있었다. 나사우 바일부르크 공국이 나사우와 합병되면서 군대가 상당히 확장되었고, 크루제는 소령으로 진급했다. 프랑스의 속국으로서 나사우는 1806년 프로이센 전역에서 나폴레옹을 지원했다. 전역이 끝날 무렵, 크루제는 중령으로 진급했다.
1808년 여름, 크루제는 나사우 제2보병연대 제88군을 지휘했으며, 반도 전쟁에서 프랑스를 위해 싸웠다. 1808년 10월 13일, 연대는 스페인 국경을 넘었다. 나사우군은 1813년 6월 21일의 비토리아 전투를 포함하여 42개 전투에 참여했다. 1813년 12월 10일, 북유럽에서 나폴레옹 제국이 붕괴될 때, 크루제는 공작과 오라녜 공으로부터 영국군에 합류하라는 비밀 명령을 받았다. 그는 자신의 병사들을 조심스럽게 움직여 영국 전선으로 행군할 수 있도록 한 다음, 충성 변경을 선언했다.

## 나사우군
크루제 소장이 지휘함:
- 제1선 보병 대대
- 제2선 보병 대대

크루제의 나사우군, 즉 나사우 제1보병은 때때로 후구몽에 있었다고 보고되지만, 실제로는 워털루의 웰링턴 좌측 중앙 능선에 있었다. 웰링턴은 반도 전쟁에서 크루제의 행동에 충분히 익숙했는지 전투 전에 그에게 이렇게 말했다. "장군님, 오늘 당신의 행동이 스페인에서 나를 상대로 싸웠을 때처럼 나를 위해 싸울 때도 영리하기를 바랍니다." 작은 네덜란드 경보병 대대는 하루 종일 계속된 후구몽 숲 전투에 참여했다. 작센 바이마르의 베르나르트 왕자가 지휘하는 나사우 제2보병은 워털루에서 연합군 최좌측에 있었다.

## 수상
폰 크루제의 훈장으로는 제국 러시아 성 안나 대십자 다이아몬드 훈장, 레지옹 도뇌르, 나사우 워털루 은메달, 왕립 네덜란드 군 빌렘 훈장 기사 훈장이 포함되었다.
그의 공로에 대한 보상으로, 1822년 공작은 크루제에게 아이젠바흐 근처 타우누스산맥에 있는 농장을 주었다. 이 58 헥타르 (143 ac) 농장에서 그는 새로운 건축 및 소 사육 방법을 실험하고 그 결과를 발표했는데, 이는 새로운 농장 경영 방식의 기초가 되었다. 그는 또한 알코올 남용과 같은 광범위한 고통을 완화하기 위한 사회 연결망 개발도 실험했다. 크루제는 헨리에테 폰 둥게른 남작 부인과 결혼했고, 그녀는 1873년에 사망했으며, 그들 모두는 농장에 묻혔다.